# Sportåret 1966

## Händelser

### Amerikansk fotboll
- Green Bay Packers besegrar Dallas Cowboys med 34 - 27 i NFL-finalen.
- Kansas City Chiefs besegrar Buffalo Bills med 31 - 7  i AFL-finalen.
- Green Bay Packers besegrar Kansas City Chiefs med 35 – 10 i  Super Bowl I. (Matchen spelas i februari 1967).

### Bandy
- 12 mars - IK Sirius blir svenska mästare genom att finalslå Brobergs IF med 5-0 inför 8 682 åskådare på Studenternas IP i Uppsala.[1][2]

### Baseboll
- 9 oktober - American League-mästarna Baltimore Orioles vinner World Series med 4-0 i matcher över National League-mästarna Los Angeles Dodgers.[3]

### Basket
- 28 april - Boston Celtics vinner NBA-finalserien mot Los Angeles Lakers.[4]
- 9 oktober - Sovjet vinner damernas Europamästerskap genom att finalslå Tjeckoslovakien med 74-66 i Rumänien.[5]

### Bordtennis

#### EM

##### Herrsingel
- Kjell "Hammaren" Johansson blir Europamästare i London genom att i finalen besegra V. Miko (Tjeckoslovakien).

##### Herrdubbel
- Hans Alsér & Kjell Johansson blir Europamästare genom att i finalen besegra J. Stanĕk och V. Miko (Tjeckoslovakien).

##### Lag
- Sverige blir Europamästare i lag före Sovjetunionen.

### Boxning
- Muhammad Ali försvarar sin världsmästartitel i en match mot
  - 29 mars - George Chuvalo.
  - 21 maj – Henry Cooper.
  - 6 augusti – Brian London.
  - 10 september – Karl Mildenberger.
  - 14 november – Cleveland Williams.

### Cykel
- Rudi Alltig, Västtyskland vinner landsvägsloppet vid VM.
- Gianni Motta, Italien vinner Giro d'Italia
- Lucien Aimar, Frankrike vinner Tour de France
- Francisco Gabica, Spanien vinner Vuelta a España

### Fotboll
- 5 maj - Borussia Dortmund vinner Europeiska cupvinnarcupen genom att besegra Liverpool FC med 2–1 efter förlängning i finalen på Hampden Park i Glasgow.[6] och blir därmed första västtyska lag att vinna någon av de stora europeiska klubblagscupturneringarna.
- 11 maj - Real Madrid vinner Europacupen för mästarlag genom att besegra FK Partizan med 2–1 i finalen på Heyselstadion i Bryssel.[6]

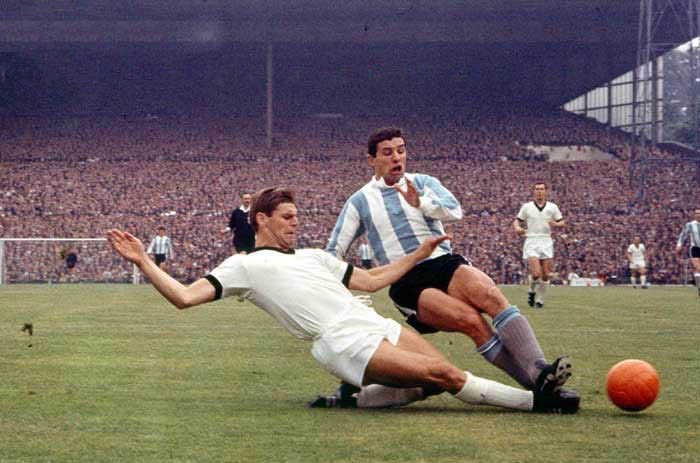
Argentina–Västtyskland i VM.

- 14 maj - Everton FC vinner FA-cupfinalen mot Sheffield Wednesday FC med 3-2 på Wembley Stadium.[7]
- 30 juli - England vinner VM. Västtyskland besegras i finalen på Wembley med 4-2 efter förlängning.[8]
- 7 september – Öxabäcks IF besegrar Horred med 4-0 i sin första dammatch, efter att ett damlag bildats samma år.[9]
- 21 september - FC Barcelona vinner Mässcupen genom att besegra Real Zaragoza i finalerna.[6]
- Okänt datum – Bobby Charlton, England, utses till Årets spelare i Europa.

#### Ligasegrare / resp. lands mästare
- Belgien - RSC Anderlecht
- England - Liverpool FC
- Frankrike - FC Nantes Atlantique
- Italien - FC Internazionale
- Nederländerna – AFC Ajax
- Skottland - Celtic FC
- Spanien - Atletico Madrid
- Sverige - Djurgårdens IF
- Västtyskland - TSV 1860 München

### Friidrott
- 31 december - Álvaro Mejía Florez, Colombia vinner Sylvesterloppet i São Paulo.[10]
- Kenji Kemihara, Japan vinner herrklassen vid Boston Marathon.[11] medan Roberta Gibb, USA vinner damklassen, som debuterar som inofficiell.[12]

### Golf

#### Herrar
- The Masters vinns av Jack Nicklaus, USA
- US Open vinns av Billy Casper, USA
- British Open vinns av Jack Nicklaus, USA
- PGA Championship vinns av Al Geiberger, USA
- Mest vunna vinstpengar på PGA-touren: Billy Casper, USA med $121 945

#### Damer
- US Womens Open – Sandra Spuzich, USA
- LPGA Championship – Gloria Ehret, USA
- Mest vunna vinstpengar på LPGA-touren: Kathy Whitworth, USA med $33 517

### Ishockey
- 22 februari - Brynäs IF blir svenska mästare genom att besegra Västra Frölunda IF med 2–1 i matcher i finalserien.[13]
- 13 mars - Sovjet vinner världsmästerskapet i Jugoslavien före Tjeckoslovakien och Kanada.[14]
- 18 mars - ZKL Brno, Tjeckoslovakien vinner Europacupen genom att vinna finalserien mot EV Füssen, Västtyskland.[15]
- 5 maj - Stanley Cup vinns av Montreal Canadiens som besegrar Detroit Red Wings med 4 matcher mot i slutspelet.[16]

### Konståkning

#### VM
- Herrar – Emmerich Dänzer, Österrike
- Damer – Peggy Fleming, USA
- Paråkning – Ludmila Belousova & Oleg Protopopov, Sovjetunionen
- Isdans - Diane Towler & Bernard Ford, Storbritannien

#### EM
- Herrar – Emmerich Dänzer, Österrike
- Damer – Regine Heitzer, Österrike
- Paråkning – Ludmila Belousova & Oleg Protopopov, Sovjetunionen
- Isdans - Diane Towler & Bernard Ford, Storbritannien

### Motorsport

#### Formel 1
- 23 oktober - Världsmästare blir Jack Brabham, Australien.

#### Motocross
- Torsten Hallman, Sverige blir världsmästare i 250cc-klassen på en Husqvarna.

#### Rally
- Lillebror Nasenius vinner Europamästerskapet.
- Bengt Söderström och Gunnar Palm vinner RAC-rallyt.

#### Sportvagnsracing
- Den amerikanska biltillverkaren Ford vinner sportvagns-VM.
- Amerikanerna Dan Gurney och A.J. Foyt vinner Le Mans 24-timmars med en Ford GT40.
- Den brittiska föraren John Surtees vinner Can-Am 1966.

### Orientering
- 1-2 oktober - Världsmästerskapen avgörs i Fiskars.[17]

### Simning

#### EM
- Vid EM i simning uppnådde svenska simmare följande resultat:
  - Lagkapp 4 x 100 m frisim, herrar – 3. Sverige
  - Lagkapp 4 x 200 m frisim, herrar – 3. Sverige
  - Lagkapp 4 x 100 m frisim, damer – 2. Sverige

### Skidor, alpint

#### Herrar

##### VM
- - Slalom
- 1 Carlo Senoner, Italien
- 2 Guy Perillat, Frankrike
- 3 Louis Jauffret, Frankrike
  - Storslalom
- 1 Guy Perillat, Frankrike
- 2 Georges Mauduit, Frankrike
- 3 Karl Schranz, Österrike
  - Störtlopp
- 1 Jean-Claude Killy, Frankrike
- 2 Leo Lacroix, Frankrike
- 3 Franz Vogler, Västtyskland
  - Kombination
- 1 Jean-Claude Killy, Frankrike
- 2 Leo Lacroix, Frankrike
- 3 Ludwig Leitner, Västtyskland

##### SM
- Slalom vinns Lars Olsson, IFK Borlänge. Lagtävlingen vinns av IFK

Borlänge
- Storslalom vinns av Rune Lindström, Sollefteå GIF. Lagtävlingen vinns av Åre SLK.
- Störtlopp vinns av Mauritz Lindström, Gällivare SK. Lagtävlingen vinns av Gällivare SK

#### Damer

##### VM
- - Slalom
- 1 Annie Famose, Frankrike
- 2 Marielle Goitschel, Frankrike
- 3 Penny McCoy, Kanada
  - Storslalom
- 1 Marielle Goitschel, Frankrike
- 2 Heidi Zimmermann, Österrike
- 3 Florence Steurer, Frankrike
  - Störtlopp
- 1 Erika Schinegger, Österrike
- 2 Marielle Goitschel, Frankrike
- 3 Annie Famose, Frankrike
  - Kombination
- 1 Marielle Goitschel, Frankrike
- 2 Annie Famose, Frankrike
- 3 Heidi Zimmermann, Österrike

##### SM
- Slalom vinns av Ingrid Sundberg, Lycksele IF. Lagtävlingen vinns av Åre SLK.
- Storslalom vinns av Monica Hermansson, Avesta SLK. Lagtävlingen vinns av Åre SLK.
- Störtlopp vinns av Elisabeth Norlén, Östersund-Frösö SLK..

### Skidor, längdåkning

#### Herrar

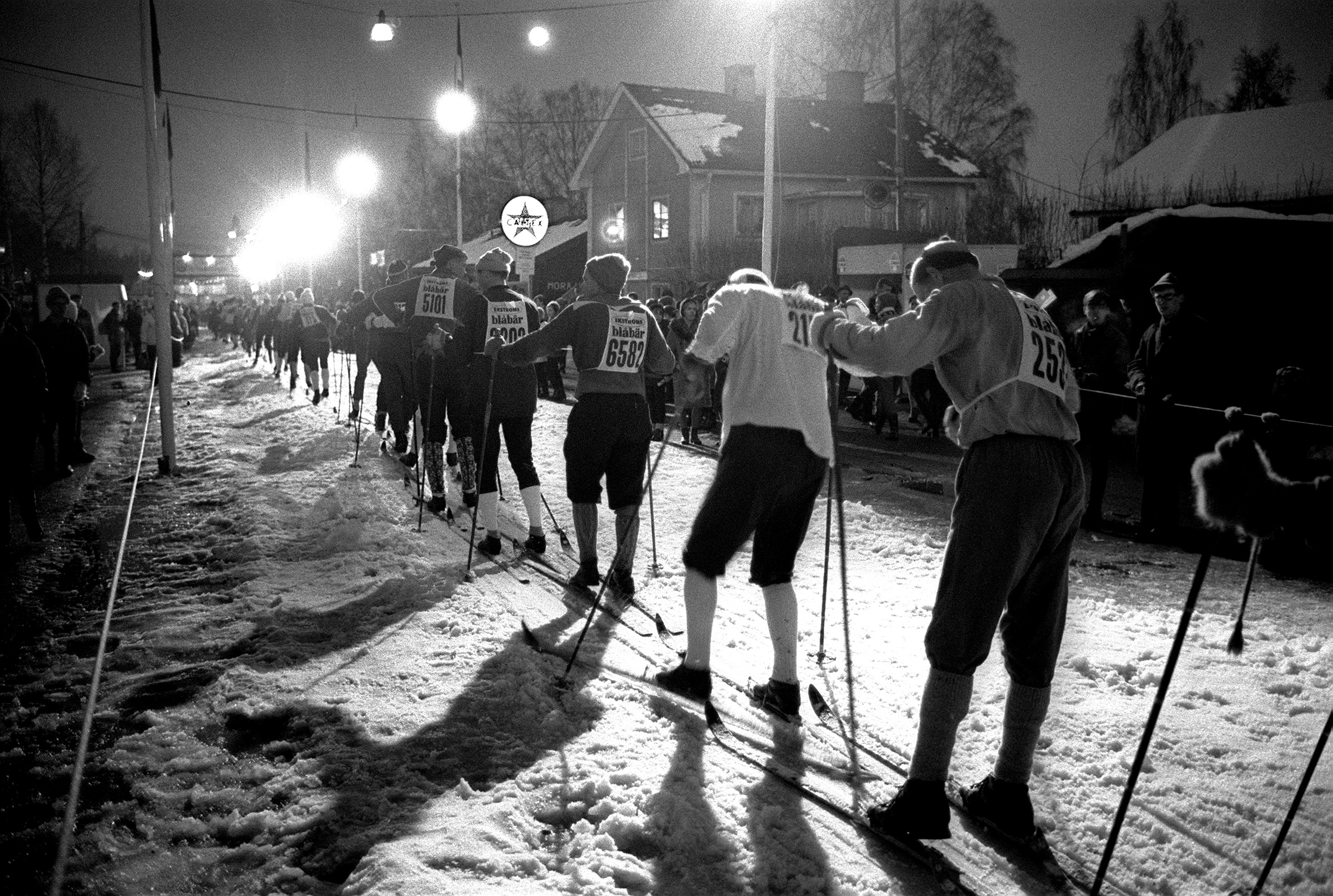
Vasaloppet

- 6 mars - Janne Stefansson, Sälens IF vinner Vasaloppet.[18]

##### VM
- - 15 km
- 1 Gjermund Eggen, Norge
- 2 Ole Ellefseter, Norge
- 3 Odd Martinsen, Norge
  - 30 km
- 1 Eero Mäntyranta, Finland
- 2 Kalevi Laurila, Finland
- 3 Valter Demel, Sovjetunionen
  - 50 km
- 1 Gjermund Eggen, Norge
- 2 Arto Tiainen, Finland
- 3 Eero Mäntyranta, Finland
  - Stafett 4 x 10 km
- 1 Norge
- 2 Finland
- 3 Italien

##### SM
- 15 km vinns av Ragnar Persson, Föllinge IF. Lagtävlingen vinns av IFK Mora.
- 30 km vinns av Bjarne Andersson, IFK Mora. Lagtävlingen vinns av IFK Mora.
- 50 km vinns av Assar Rönnlund, IFK Umeå. Lagtävlingen vinns av IFK Umeå.
- Stafett 3 x 10 km vinns av IFK Mora med laget  Lennart Olsson, Bjarne Andersson och Karl-Åke Asph.

#### Damer

##### VM
- - 5 km
- 1 Alevtina Koltsjina, Sovjetunionen
- 2 Klavdia Bojarskich, Sovjetunionen
- 3 Rita Atskina, Sovjetunionen
  - 10 km
- 1 Klavdia Bojarskich, Sovjetunionen
- 2 Alevtina Koltsjina, Sovjetunionen
- 3 Toini Gustafsson, Sverige
  - Stafett 4 x 5 km
- 1 Sovjetunionen
- 2 Norge
- 3 Sverige

##### SM
- 5 km vinns av Barbro Martinsson, Skellefteå SK. Lagtävlingen vinns av Edsbyns IF
- 10 km vinns av Toini Gustafsson , IFK Likenäs. Lagtävlingen vinns av IFK Mora.
- Stafett 3 x 5 km vinns av Skellefteå SK med laget  Christina Barrebo, Ingrid Martinsson och Barbro Martinsson .

### Skidskytte

#### VM
- Herrar 20 km
  - 1 Jon Istad, Norge
  - 2 Jozef Sobczak-Gosienica, Polen
  - 3 Wladimir Gundartsev, Sovjetunionen
- Stafett 4 x 7,5 km
  - 1 Norge (Jon Istad, Ragnar Tveiten, Ivar Norkild & Olav Jordet)
  - 2 Polen (Jozef Sobczak-Gosienica, Stanislaw Szczepaniak, Stanislaw Lukasztzyk & Jozef Rubis)
  - 3 Sverige (Olle Petrusson, Tore Eriksson, Holmfrid Olsson & Sture Ohlin)

### Tennis

#### Herrar
- Tennisens Grand Slam:
  - Australiska öppna - Roy Emerson, Australien
  - Franska öppna – Tony Roche, Australien
  - Wimbledon – Manuel Santana, Spanien
  - US Open – Fred Stolle, Australien

##### Davis Cup
- 28 december - Australien vinner Davis Cup genom att finalbesegra Indien med 4-1 i Melbourne.[19]

#### Damer
- Tennisens Grand Slam:
  - Australiska öppna –Margaret Smith, Australien
  - Franska öppna – Ann Haydon Jones, Storbritannien
  - Wimbledon – Billie Jean King, USA
  - US Open – Maria Bueno, Brasilien
- 15 maj - USA vinner Federation Cup genom att finalbesegra Västtyskland med 3-0 i Turin.[20]

### Volleyboll
- 11 september - Tjeckoslovakien blir herrvärldsmästare i Prag före Rumänien och Sovjet.[21]

## Evenemang
- VM i konståkning anordnas i Davos, Schweiz.
- VM på skidor – alpina grenar,  anordnas i Portillo, Chile.
- VM på skidor – nordiska grenar,  anordnas i Oslo, Norge
- VM i skidskytte anordnas i Garmisch-Partenkirchen, Västtyskland
- De första världsmästerskapen i orientering anordnas 1-2 oktober i Fiskars i Finland.
- EM i bordtennis anordnas i London, England.
- EM i konståkning anordnas i Bratislava, Tjeckoslovakien.
- EM i simning anordnas i Utrecht, Nederländerna.

## Födda
- 8 januari - Roger Ljung, svensk fotbollsspelare.
- 19 januari - Stefan Edberg, svensk tennisspelare, Wimbledon-vinnare 1988 och 1990.
- 29 januari - Romário, brasiliansk fotbollsspelare.
- 31 januari- JJ Lehto, finländsk racerförare.
- 5 februari - José Maria Olazábal, spansk golfspelare.
- 8 februari – Hristo Stoitjkov, bulgarisk fotbollsspelare och –tränare.
- 21 mars - Kenny Bräck, svensk racerförare.
- 31 mars – Roger Black, brittisk friidrottare.
- 2 april - Teddy Sheringham, engelsk fotbollsspelare
- 14 april - Greg Maddux, amerikansk basebollspelare.
- 18 april – Trine Hattestad, norsk friidrottare.
- 28 april – John Daly, amerikansk professionell golfspelare.
- 10 maj – Jonathan Edwards, brittisk friidrottare.
- 20 maj - Liselotte Neumann, svensk professionell golfspelare.
- 24 maj – Eric Cantona, fransk fotbollsspelare.
- 3 juni - Sergei In-Fa-Lin, rysk bandyspelare.
- 16 juni – Jan Želesný, tjeckisk friidrottare.
- 30 juni - Mike Tyson, amerikansk boxare.
- 5 juli - Gianfranco Zola, italiensk fotbollsspelare
- 29 juli – Sally Gunnell, brittisk friidrottare.
- 2 september - Olivier Panis, fransk racerförare.
- 16 september – Kevin Young, amerikansk friidrottare.
- 22 september - Stefan Rehn, svensk fotbollsspelare och tränare.
- 1 oktober - George Weah, liberiansk fotbollsspelare (anfallare) och politiker.
- 10 oktober - Tony Adams, engelsk fotbollsspelare.
- 12 oktober - Christian Due-Boje, svensk ishockeyspelare.
- 19 november – Gail Devers, amerikansk friidrottare.
- 27 oktober - Jens Fjellström, svensk fotbollsspelare
- 30 november - Mika Salo, finländsk racerförare.
- 6 december - Per-Ulrik Johansson, svensk golfspelare.
- 19 december - Alberto Tomba, italiensk alpin skidåkare.

## Avlidna
- 11 januari – Hannes Kolehmainen, finländsk löparlegend.
- 30 juni – Giuseppe Farina, italiensk racerförare.
- 27 december - Guillermo Stábile, argentinsk fotbollsspelare.